# Enrique Mateos
Enrique Mateos Mancebo (ur. 15 lipca 1934 w Madrycie, zm. 6 lipca 2001 w Sewilli) – hiszpański piłkarz występujący na pozycji napastnika. W La Liga w ciągu 13 sezonów rozegrał 123 mecze i zdobył 48 bramek, grając w tym czasie w Realu Madryt, Sevilli i Betisie.

## Kariera klubowa
Mateos urodził się w Madrycie, początek jego kariery piłkarskiej jest związany z zespołem AD Plus Ultra, obecnie znanym jako Real Madryt Castilla. Do pierwszego zespołu dołączył wraz z przybyciem Alfredo Di Stéfano. W trakcie 8-letniego pobytu w drużynie Królewskich przeważnie był rezerwowym. Swój najlepszy okres miał w sezonie 1956-57, kiedy zdobył 14 bramek w 21 meczach. Po przyjściu Ferenca Puskása w 1958 Mateos grał już tylko sporadycznie. Czterokrotnie triumfował w Pucharze Europy, łącznie w rozgrywkach europejskich wystąpił 16 razy strzelając 9 goli.
Mateos opuścił Los Merengues latem 1961 roku, łącznie występując w 93 meczach i zdobywając 50 bramek w barwach drużyny ze stolicy. W kolejnych sezonach reprezentował m.in. zespoły Sevilli, Betisu i Gimnástica de Torrelavega, gdzie nabawił się poważnej kontuzji. Nie udało mu się wyleczyć urazu do końca, przez co nigdy nie odzyskał pełnej sprawności fizycznej. Przed zakończeniem kariery w wieku 37 lat zaliczył epizody w NASL w zespole Cleveland Stokers i w East London Celtic z RPA.

## Kariera reprezentacyjna
Mateos w latach 1957-61 wystąpił ośmiokrotnie w reprezentacji Hiszpanii. Strzelił gola w swoim debiucie 31 marca 1957 roku w wygranym 5-0 meczu towarzyskim z Belgią.

## Kariera trenerska
Mateos pracował jako trener przez blisko 20 lat. Jego największe osiągnięcie na poziomie profesjonalnym to poprowadzenie w 1977 roku Cádiz CF do pierwszego awansu do La Liga w historii klubu. W kolejnym sezonie drużyna nie potrafiła utrzymać się w najwyższej klasie rozgrywkowej, a Mateos został zwolniony z funkcji trenera.

## Osiągnięcia
Real Madryt
- Puchar Europy: 1955-56, 1956-57, 1957-58, 1958-59, 1959-60
- Puchar Interkontynentalny: 1960
- La Liga: 1953-54, 1954-55, 1956-57, 1957-58, 1960-61
- Puchar Łaciński: 1955, 1957

## Śmierć
Mateos zmarł w Sewilli 6 lipca 2001 roku, dwa tygodnie przed jego 67 urodzinami.